# Francesc Santolaria
Francesc Santolaria Torres (Barcelona, 1963) es un escritor español en lengua catalana.

## Biografía
Licenciado en Historia Contemporánea y en Geografía por la Universidad de Barcelona, es profesor de instituto desde 1989. Ha colaborado en las publicaciones L’Espai y Materials del Baix Llobregat. Es redactor de la revista El Llaç. Ha compartido la autoría de libros de texto de Ciencias Sociales de las editoriales Casals y McGraw-Hill y de estudios de historia y geografía locales como Aportacions a la història de Molins de Rei y Molins de Rei, paisatge urbà i memòria. A título individual, es el autor de obras como El Barri del Canal. 25 anys d'una història de 800 y del estudio monográfico de la Fira de la Candelera de Molins de Rey, Fira de la Candelera. Una fira amb arrels. El año 2004 vio la luz su primera novela, Ombres d'estiu (Columna), finalista de los premios Brigada 21 de novela negra. En 2005, con motivo del centenario de los “Hechos del ¡Cu-Cut!” y de la relación de éstos con la Ley de Jurisdicciones y Solidaridad Catalana, publicó la monografía El Banquet de la Victòria i els Fets de ¡Cu-Cut!, Editorial Meteora. También es coautor del volumen Els Fets del Cu-Cut! (Centro de Historia Contemporánea de Cataluña). El año 2013 publica su segunda novela, Per més temps que passi, de Editorial Meteora.

## Obra
- El Barri del canal. 25 anys d'una història de 800, ISBN 978-84-604-3212-8 (1992).
- Aportacions a la història de Molins de Rei, (DDAA). Pub. Abadía de Montserrat, ISBN 978-84-7826-329-5 (1992).
- Molins de Rei, paisatge urbà i memòria,(DDAA) . Ayuntamiento de Molins de Rey, ISBN 978-84-932282-0-0 (2000) .
- Fira de la Candelera. Una fira amb arrels. Molins de Rei, 150 anys d'història. Ayuntamiento de Molins de Rey, ISBN 978-84-932282-2-4 (2002)
- Ombres d'estiu. Columna, ISBN 84-664-0462-7 (2004).
- El Banquet de la Victòria i els fets de ¡Cu-Cut!. Cent anys de l'esclat catalanista de 1905. Editorial Meteora, ISBN 84-95623-38-2(2005) .
- 'Els fets del Cu-Cut!, (DDAA). Generalidad de Cataluña, Centro de Historia Contemporánea de Cataluña, ISBN 978-84-393-7306-3 (2006).
- Per més temps que passi. Editorial Meteora, ISBN 978-84-92874-77-4 (2013) .